# Ералиево
Ералиево (каз. Ералиево) — село в Жанааркинском районе Улытауской области Казахстана. Административный центр Ералиевского сельского округа. Находится примерно в 91 км к западу от посёлка Жанаарка, административного центра района, на высоте 409 метров над уровнем моря. Код КАТО — 354453100.

## Население
В 1999 году численность населения села составляла 1458 человек (779 мужчин и 679 женщин). По данным переписи 2009 года в селе проживало 1328 человек (699 мужчин и 629 женщин).